# Cech Vlka
Cech Vlka je občanské sdružení založené 14. dubna 2012 v Pardubicích na podporu a přiblížení tradičních řemesel lidem současné doby. Krom řemesel se sdružení věnuje i hraní fantasy her – LARPů i Dračí doupě či DnD.

## Založení
Založení skupiny, věnující se v té době primárně oblasti fantasy proběhlo 14. dubna 2012 v Pardubicích. Celé hnutí bylo iniciováno Petrem Liškou. Jelikož se myšlenky rozšířily nad rámec původního záměru, bylo založeno občanské sdružení. Toto sdružení již rozšířilo své zájmy o řemeslnou výrobu, kterou od roku 2013 prezentuje na řemeslných jarmarcích. Na počátku roku 2013 se k občanskému sdružení hlásí 17 členů a dalších 7 spolupracovníků.
Občanské sdružení je otevřené i novým zájemcům, přičemž neshromažďuje pouze řemeslníky. Vítání jsou též umělci. 
- Rozsah řemesel pro rok 2013
  - Kovářství
  - Slévačství
  - Mincířství
  - Truhlářství
  - Pedig
  - Ketlování
  - Karetkování
  - Svíčkařství

Dále je přítomno několik malířů a kreslířů i začínající spisovatel fantasy. 

## Činnost

### Řemeslné jarmarky
Od roku 2013 se občanské sdružení veřejně představuje pořádáním řemeslných jarmarků na hradě Košumberk v obci Luže – jarmarky jsou pořádány dvakrát do roka – na jaře a na podzim. V letních měsících pak na hradu Litice u obce Litice nad Orlicí. 
Pro pořádání těchto jarmarků se občanské sdružení rozhodlo vytvořit zvláštní podmínky pro handicapované – jimž je umožněn vstup zdarma, včetně asistenčního doprovodu; přesun od parkoviště z podhradí na hrad je pak v rámci organizace řešen individuálně – pohyb po hradní ploše je pak bezbariérový.
Vstup zdarma je též zařízen i pro děti z dětských domovů. Na vlastní náklady též sdružení zorganizuje dopravu pro děti z Pardubického dětského domova. 

### Hry na hrdiny
Ačkoli se hlavní činnost sdružení přenesla do oblasti řemesel, náklonnost k fantasy i hrám na hrdiny zůstala zachována. Sdružení se aktivně podílí na LARPové bitvě Heroes V – motivované stejnojmennou strategickou hrou.

## Recenze a články
- Rozhovor s předsedou sdružení v ČRo Pardubice[nedostupný zdroj]
- Rozhovor s předsedou sdružení na stránkách LARP.cz – 1. část Archivováno 1. 6. 2013 na Wayback Machine.
- Rozhovor s předsedou sdružení na stránkách LARP.cz – 2. část Archivováno 1. 6. 2013 na Wayback Machine.
- Rozhovor s předsedou sdružení na stránkách LARP.cz – 3. část Archivováno 2. 6. 2013 na Wayback Machine.